# Des-Alpes-Hütte
Die Des-Alpes-Hütte (italienisch Rifugio Des Alpes) ist eine private Schutzhütte am Col Rodella in unmittelbarer Nähe der Langkofelgruppe in den Dolomiten. Sie befindet sich im Gemeindegebiet von Campitello di Fassa im Trentino, Italien. Die Schutzhütte liegt knapp an der Grenze von der Provinz Trient zu Südtirol.

## Lage und Beschreibung
Die Des-Alpes-Hütte befindet sich am Col Rodella. Dieser ist eine eher kleine Erhebung, die südöstlich der Langkofelgruppe liegt. Die Sellatürme flankieren das Col von der nordwestlichen Seite. Auf der Südseite fällt das Col zum Fassatal ab.
Der Col Rodella ist durch Seilbahnen erschlossen und vom Sellajoch her leicht zu ersteigen. Es gibt mehrere Seilbahnen, eine führt direkt aus dem Fassatal und der Ortschaft Campitello di Fassa auf den Col, eine andere von der Verbindungsstraße vom Sellajoch nach Canazei.
Die Hütte selbst befindet sich in unmittelbarer Umgebung der Bergstation der Seilbahn von Campitello.

## Alpinismus
Die Des-Alpes-Hütte ist Teil des Sellaronda Skitour und damit beliebter Anlaufpunkt im Winter.
Im Sommer wird die Hütte gerne von Wanderern aufgesucht. Außerdem sind die Hänge um die Hütte gute Startpunkte für Gleitschirme und Flugdrachen, da die Ausrichtung und Hangneigung sich gut für einen Start eignet. Der Zugang mit Fluggeräten ist durch die Anbindung an die Seilbahn erleichtert und Flüge bis ins Fassatal daher beliebt.
Der Abstieg des Klettersteigs „Col Rodella“ führt direkt an der Hütte vorbei. Dieser Klettersteig ist eine häufig begangene Halbtagestour von mittlerer Schwierigkeit.